# Good Girl Gone Bad
Good Girl Gone Bad (укр. Добра дівчинка стала поганою) — третій студійний альбом співачки Ріанни, який вийшов 31 травня 2007 року на Def Jam Recordings.
Записування альбому тривало з жовтня 2006 року по квітень 2007 на Westlake Recording Studios в Лос-Анджелесі. Відійшовши від впливу денсхоллу в своїх попередніх альбомах, Good Girl Gone Bad містив пісні в стилі ап-темпо, балада, поп і денс-поп.
Альбом дебютував на 2 місці в чарті Billboard 200, розібравшись тиражем 168.000 копій за перший тиждень. Він став дуже комерційно успішним і породив вихід п'яти синглів, які також мали успіх. З моменту виходу Good Girl Gone Bad отримав позитивні відгуки музичної преси, Греммі, яке нагородило Ріанну в номінації Найкраще сумісне реп/пісенне виконання за сингл «Umbrella». Це викликало перевидання альбому Good Girl Gone Bad: Reloaded в червні 2008 року. Альбом став золотим в деяких країнах, так він став найбільш проданим альбомом співачки.
Для реклами і просування альбому співачка відправилась у світове турне під назвою Good Girl Gone Bad Tour.

## Випуск і просування альбому
Good Girl Gone Bad вийшов на лейблі Def Jam Recordings 30 травня 2007 року. Документальний фільм, присвячений виконанню співачки в Manchester Evening News Arena 6 грудня 2007 року, був випущений на DVD 17 червня 2008 року, містив зйомки за кулісами і 4 концертні виступи з її турів.

### Сингли
- «Umbrella» (з участю Jay-Z) — перший сингл, який вийшов в кінці березня в США і на початку травня в решті світу. «Umbrella» стала лідером Billboard Hot 100 до 9 червня 2007 року, і протрималась на цій позиції 7 тижнів.[3] В UK Singles Chart пісня залишалась лідером 10 тижнів, ставши рекордсменом.[4] У 27 країнах пісня також стала #1. У відповідності з даними IFPI, до кінця листопаду 2007 року «Umbrella» розійшлась в кількості 9 мільйонів екземплярів і залишалась бестселером в першому кварталі 2008 року.[5] Кліп вийшов на iTunes Store 11 травня 2007 року.

- «Shut Up and Drive», наступний сингл, вийшов в серпні. Не ставши таким самим успішним, як попередній, він досяг першої п'ятірки в хіт-парадах Австралії, Фінляндії, Ірландії, Нідерландів і Великої Британії, а також Top-12 в 16 країнах, в тім числі й США.[6] Пісня досягла № 15 в чарті Billboard Hot 100.

- «Hate That I Love You» (з участю Ne-Yo) — третій сингл, випущений в Північній Америці, Австралії, Бразилії і Великій Британії, став ще одним хітом, досягнувши 7 позиції в Billboard Hot 100 і опинившись серед Top-12 в 15 країнах.[7]

- «Don't Stop the Music» став четвертим синглом з альбому (3-ім в Європі), мав успіх. Він став 3-м в Billboard Hot 100 і попав в Top-10 в 25 країнах.[8]

- «Take a Bow» став № 1 в Великій Британії, Канаді, Ірландії і США і 1-м синглом з перевидання альбому Good Girl Gone Bad: Reloaded.[9] Сингл зробив рекордний стрибок до першого місця в Канадському чарті за всю його історію, і 3-й рекордний стрибок до № 1 в американському Billboard Hot 100 і в англійському UK Singles Chart. Він став другим синглом № 1 з цього альбому в США і Англії.[10]

- «If I Never See Your Face Again» (з участю Maroon 5) став 2-им синглом с ререлізу альбому, і реміксом пісні поп-рок групи Maroon 5. В США він досяг тільки № 28.[11]

- «Disturbia», став 3-ім синглом з перевиданого альбому, вперше прозвучав по радіо 17 червня 2008, дебютував на № 18 в Billboard Hot 100 (для Ріанни це був рекорд для дебюту на той час). Пізніше він став 4-м хітом № 1 з альбому в Billboard Hot 100.

- «Rehab» (з участю Джастіна Тімберлейка) став 8-им синглом, вперше прозвучав по радіо 7 жовтня 2008 і досяг № 18 в Billboard Hot 100.[12] Ріанна заспівала його 23 листопада 2008 на церемонії American Music Awards — 2008 і на церемонії 8 сезону шоу Star Academy France.

Інші пісні
- «Breakin' Dishes» була початково задумана як 4-й сингл, на початку 2008 року. Але натомість вийшов сингл «Don't Stop the Music». Тоді дату випуску відклали. Її відклали ще раз, бо вийшли п'ятий і шостий сингли, «Take a Bow» у квітні 2008 і «If I Never See Your Face Again» у травні. Думали, що Breakin' Dishes вийде влітку як сьомий сингл. А на її місці вийшла «Disturbia». Після різних відкладань, пісня мала вийти в серпні як 8-й сингл. Але замість неї вийшов сингл «Rehab». А сама пісня «Breakin' Dishes» ніколи не вийшла як сингл (і тому в неї немає ніякого кліпу).

## Список композицій
1. «Umbrella» (з участю Jay-Z) — 4:35
2. «Push Up on Me» — 3:15
3. «Don't Stop the Music» — 4:27
4. «Breakin' Dishes» — 3:20
5. «Shut Up and Drive» — 3:33
6. «Hate That I Love You» (з участю Ne-Yo) — 3:39
7. «Say It» — 4:10
8. «Sell Me Candy» — 2:45
9. «Lemme Get That» — 3:41
10. «Rehab» (з участю Джастіна Тімберлейка) — 4:54
11. «Question Existing» — 4:08
12. «Good Girl Gone Bad» — 3:35

## Перевидання

### 2008: Good Girl Gone Bad: Reloaded

Обкладинка Good Girl Gone Bad: Reloaded

2 червня 2008 року, через рік після виходу оригінального альбому, виходить його перевидання, назва якого «Good Girl Gone Bad: Reloaded». В альбом включені пісні «Take a Bow», «Disturbia» і «If I Never See Your Face Again» (з Maroon 5). Для деяких країн також додані бонусні треки.
| #   | Назва                                         | Тривалість |
| --- | --------------------------------------------- | ---------- |
| 13. | «Disturbia»                                   | 3:59       |
| 14. | «Take a Bow»                                  | 3:49       |
| 15. | «If I Never See Your Face Again» (з Maroon 5) | 3:18       |

| Бонус треки | Бонус треки                                                                          | Бонус треки |
| #           | Назва                                                                                | Тривалість  |
| ----------- | ------------------------------------------------------------------------------------ | ----------- |
| 13.         | «Cry» (UK, Ірландія, Австралія, Японія)                                              | 3:55        |
| 14.         | «Haunted» (Японський бонус трек)                                                     | 4:09        |
| 15.         | «Hate That I Love You» (із Хінсом Чеуном) (Азійський бонус трек)                     | 3:41        |
| 16.         | «Hate That I Love You» (з участю Давіда Бісбала) (Бонус трек для іспаномовних країн) | 3:41        |

### 2009: Good Girl Gone Bad: The Remixes

Обкладинка Good Girl Gone Bad: The Remixes

Good Girl Gone Bad: The Remixes містив ремікси на пісні з оригінального альбому, і вийшов у США 27 січня 2009 року, а 2 лютого 2009 — у Великій Британії.
Альбом дебютував на 106 місці в Billboard 200.
| The Remixes | The Remixes                              | The Remixes                      | The Remixes |
| #           | Назва                                    | Remix                            | Тривалість  |
| ----------- | ---------------------------------------- | -------------------------------- | ----------- |
| 1.          | «Umbrella» (featuring Jay-Z)             | Seamus Haji & Paul Emanuel Remix | 4:35        |
| 2.          | «Disturbia»                              | Jody den Broeder Remix           | 3:51        |
| 3.          | «Shut Up and Drive»                      | The Wideboys Remix               | 3:39        |
| 4.          | «Don't Stop the Music»                   | Jody den Broeder Remix           | 3:10        |
| 5.          | «Take a Bow»                             | Tony Moran & Warren Riggs Remix  | 4:02        |
| 6.          | «Breakin' Dishes»                        | Soul Seekerz Remix               | 3:19        |
| 7.          | «Hate That I Love You» (featuring Ne-Yo) | K-Klassic Remix                  | 3:58        |
| 8.          | «Question Existing»                      | The Wideboys Remix               | 3:40        |
| 9.          | «Push Up on Me»                          | Moto Blanco Remix                | 3:29        |
| 10.         | «Good Girl Gone Bad»                     | Soul Seekerz Remix               | 3:28        |
| 11.         | «Say It»                                 | Soul Seekerz Remix               | 4:20        |
| 12.         | «Umbrella»                               | Lindbergh Palace Remix           | 3:54        |